# Claude Harmel
Pour les articles homonymes, voir Harmel.
Guy Lemonnier,  alias Claude Harmel (né le 20 janvier 1916 à Vimarcé, mort dans la nuit du 14 au 15 novembre 2011), est un enseignant, militant syndicaliste et socialiste, un journaliste et activiste collaborationniste français, devenu après la Seconde Guerre mondiale et l'épuration un spécialiste du syndicalisme et un militant anticommuniste, sous le pseudonyme de Claude Harmel.

## Biographie

### Entre-deux-guerres
Guy Lemonnier, fils d'instituteurs, est étudiant boursier d'État et licencié ès lettres. Il devient professeur de lettres au lycée de Brest à partir de 1938. Il est le gendre de l'industriel franc-maçon et socialiste Octave Brilleaud, maire de Saint-Brieuc (1931-1940) et conseiller général, qui a quitté en 1934 la SFIO pour le Parti socialiste de France-Union Jean Jaurès puis l'Union socialiste républicaine,.
Militant socialiste et pacifiste, Guy Lemonnier est membre des Étudiants socialistes à partir d'octobre 1934 et secrétaire des Jeunesses socialistes de la section de Rennes en 1937. Il a adhéré aux étudiants socialistes puis à la SFIO de 1934 à 1939. Selon la notice du Maitron, il a adhéré au parti socialiste (SFIO) en janvier 1938 et a été membre de la section de Rennes puis de celle de Brest, il a aussi milité à l'Union fédérale des étudiants de 1934 à 1938. Il est aussi membre d'organisations de gauche comme le Comité de vigilance des intellectuels antifascistes, le Comité rennais des Auberges laïques de la Jeunesse, la Libre-pensée,.
Il est aussi membre du syndicat du personnel de l’Enseignement secondaire (SPES), affilié à la   CGT. Il fait partie au sein de la CGT de la tendance Syndicats, anticommuniste, groupée autour de René Belin. À la veille de la Seconde Guerre mondiale, il appuie au sein de la fédération SFIO du Finistère la motion de la tendance ultra-pacifiste « Redressement », constituée autour de Ludovic Zoretti et de Maurice Deixonne, ,. Il publie dans Le Breton socialiste des articles tout aussi ultra-pacifistes et anticommunistes.

### Seconde Guerre mondiale
Sous l'Occupation, il est nommé après sa démobilisation en octobre 1940 à Dinan, où il enseigne au collège de cette ville. Il adhère au Rassemblement national populaire (RNP) de Marcel Déat, un parti collaborationiste, en mars 1941, ou en 1943. C'est dans les Côtes-du-Nord qu'il milite pour ce parti, avant de rejoindre sa direction parisienne de juillet 1943 à août 1944,,. Il participe en décembre 1942 au premier congrès de l'Union de l'enseignement (UE), l'association des enseignants du RNP, aux côtés de Zoretti et d'Albertini. Selon Jean-Pierre Biondi, il est alors séduit par l'idée selon laquelle « le national-socialisme rejetait le capitalisme classique et esquissait une forme de société pré-socialiste ». Il appuie la collaboration et appelle à une révolution nationale et socialiste dans des journaux de la gauche collaborationniste comme L'Atelier, Germinal ou Le National populaire (le bulletin du RNP, auquel il collabore à partir de novembre 1943, y signant 21 articles). Il devient l'adjoint de Georges Albertini, secrétaire général, no 2 du RNP et véritable patron de ce parti. Il est désigné secrétaire administratif du RNP en juillet 1943 et remplace de facto Albertini lorsque ce dernier devient directeur du cabinet de Marcel Déat, nommé ministre du travail au printemps 1944. Il se réclame de Jean Jaurès en 1944 dans L'Œuvre,.
Arrêté à la Libération, en avril 1945, il est emprisonné à la prison de Fresnes, révoqué de l'enseignement, condamné en mai 1947 à quatre,, années de prison et à la dégradation nationale à vie par la Cour de justice de la Seine. Il est cependant libéré en novembre 1947 et amnistié en 1951.

### Après la guerre
Il prend le pseudonyme de Claude Harmel et devient un spécialiste du syndicalisme et du communisme. À l'instigation d'Albertini avec qui il est resté en relation étroite, il rejoint en avril 1948 le Bureau d'études et de documentation économique et sociale (BEDES), fondé par Paul Mathot, ancien avocat de la CGT, et présidé par le syndicaliste Force Ouvrière (FO) Léon Chevalme. Il rédige presque seul son bulletin à partir de son numéro 8, jusqu'en 1953. Sous les auspices du BEDES, il participe avec Albertini à d'autres publications : Dictionnaire des girouettes, Tribune européenne dont il devient le rédacteur en chef à partir de mai 1950, sous le pseudonyme de René Milon. Ce périodique a été le bulletin des Forces ouvrières syndicalistes européennes, fondé par des dirigeants du syndicat anticommuniste FO,.
Parallèlement, il rejoint l'officine anticommuniste de Georges Albertini, installée en 1951 au 86, boulevard Haussmann (siège du Centre d'archives et du BEIPI, qui diffusent des informations sur le monde communiste), et devient le bras droit d'Albertini. Il préside l'Association d'études et d'informations et de politique internationale, fondée en 1949 par Albertini, collabore dès 1949 au Bulletin d'études et d'informations politiques internationales (BEIPI), qui devient en 1956 Est & Ouest. Il en est le directeur de la publication de 1961 à 1981 et le rédacteur en chef. Désigné en juin 1951 coordinateur de toute l'équipe du 86, il devient le gérant en juin 1961 du Centre d'archives et de documentation politique et sociale, constitué en SARL dont il est l'un des associés, aux côtés d'Albertini et d'Émile Roche,. Il dirige la feuille bleue du Centre d'archives, un bulletin hebdomadaire consacré aux questions sociales et syndicales.
Il fonde en janvier 1955 un autre bulletin, Les Études sociales et syndicales, qu'il rédige presque seul jusqu'en 1982. Anticommuniste, il y dénonce notamment le noyautage de la CGT et d'autres syndicats par les communistes. Après une interruption, ce bulletin est à nouveau publié à partir de 1984, par Harmel et Bernard Vivier jusqu'en 1992.
Il a été aussi membre du comité de rédaction des revues fédéralistes et proeuropéennes Fédération et Le XXe siècle fédéraliste, du mouvement La Fédération d'André Voisin, en relation avec Albertini. Il anime ainsi en 1964 une table ronde sur « le conflit sino-soviétique et la politique française ». Il est également l'un des deux vice-présidents et l'un des principaux animateurs d'une association éphémère, l'Association pour la meilleure Sécurité sociale (APMSS), fondée en 1959 par Raymond Bernard, chirurgien maurrassien, et liée à une association patronale, le Centre d'études politiques et civiques (CEPEC) de Georges Laederich, l'autre vice-président de l'APMSS : cette dernière association, qui existe jusqu'en 1962, préconise une réforme de la Sécurité sociale sur une base mutualiste et antiétatiste. Harmel s'exprime dans son périodique, APMSS, et rédige des lettres et des notes envoyées aux parlementaires.
Cet ancien socialiste participe ensuite à la fondation en 1966 d'un groupement néolibéral et patronal, l'Association pour la liberté économique et le progrès social (ALEPS), qu'il anime en tant que secrétaire général jusqu'en 1974,.
En 1969, il fonde et préside l'Institut supérieur du travail (IST), avec notamment l'économiste catholique Achille Dauphin-Meunier, doyen de la Faculté Autonome et Cogérée d'Économie et de Droit, dite FACO (Faculté libre de droit, d’économie et de gestion (FACO Paris)), où il enseigne. L'IST organise des stages de formation sur l'histoire et le droit du travail, rémunérés par le patronat dans le cadre de la formation professionnelle des cadres.
En 1974, il est directeur de publication de France-Matin, un tract politique prenant la forme d'un journal au même format que France-Soir, qui, tiré à 2 millions d'exemplaires, annonçait la mise en place inévitable du « rationnement » si François Mitterrand venait à être élu. Le journal, éphémère, était soupçonné d'être financé par l'Union des industries et métiers de la métallurgie (UIMM).
Claude Harmel devient, de 1976 à 1983, le secrétaire général de l'Institut d'histoire sociale (IHS), succédant à Boris Souvarine, autre pilier d'Est & Ouest. Il publie des brochures  hostiles à la CGT et au PCF après l'arrivée au pouvoir de François Mitterrand en 1981, mais aussi une étude sur la CGT aux Presses universitaires de France, dans la collection « Que sais-je ? ».
À la mort d'Albertini en 1983, il devient aux côtés de Morvan Duhamel et Pierre Rigoulot le président du conseil d'administration de l'Association d'études et d'informations politiques internationales, qui publie avec le concours de l'Institut d'histoire sociale la revue Est & ouest, appelée Horizons nouveaux en 1992, et ce jusqu'à la fin de la parution de cette revue en 1993.
Harmel est la source principale du polémiste Jean Montaldo dans son ouvrage La Maffia des syndicats (1981).
Il a été proche des hommes politiques Hervé Novelli et Alain Madelin, qui l'ont décrit comme leur « père spirituel » à l'occasion des 40 ans de l'ALEPS. Il avait confié à Hervé Novelli, alors encore étudiant à Dauphine, la gestion de la bibliothèque de l'IST. Madelin, qui a été le gérant de 1973 à 1978 des Études sociales et syndicales, lui confie un chapitre de l'ouvrage qu'il fait publier sur le modèle libéral français, consacré aux rapports entre les libéraux et la question sociale, qu'ils n'ont pas ignorée.

## Publications
- 1944 : La Nation et le patriotisme (signé Guy Lemonnier), Éditions du Rassemblement national populaire[41]
- 1949 : Histoire de l’anarchie, des origines à 1880, Paris, Le Portulan, avec Alain Sergent. Réédité en 1984 par les éditions Champ libre,  (ISBN 2851841459)
- 1949 : Lettre à Léon Blum sur le socialisme et la paix, Paris, Éditions S.G.A.P., 224 p.
- 1949 : Le Parti communiste et sa doctrine, BEDES, 56 p. (sous le pseudonyme de René Milon) (Lire le début en ligne)
- 1962 : Marxisme, communisme et socialisme africain, Edimpra, 65 p. (Lire le début en ligne)
- 1969 : collaboration à Robert Aron (dir.), L'Histoire contemporaine depuis 1945, Larousse
- 1977, Libéralisme et question sociale, ALEPS, coll. Arguments libéraux
- 1982 : La Confédération générale du travail, 1947-1981, PUF, coll. Que sais-je ?,  (ISBN 2130375146)
- 1982 : Le Parti socialiste : courants et conflits, Bibliothèque d'histoire sociale, 70 p.
- 1982 : Comment le Parti communiste contrôle la C.G.T., Bibliothèque d'histoire sociale, 94 p. (avec Nicolas Tandler)
- 1983 : La C.G.T. à la conquête du pouvoir : l'exemple de Poissy, Bibliothèque d'histoire sociale, 95 p.
- 1995 : Naissance de la CGT le congrès de Limoges, septième congrès national corporatif, 23-28 septembre 1895, introduction et notes, Numéro Hors-série des Cahiers d'histoire sociale, Institut d'histoire sociale / Albin Michel, 1995, 310 p. < (ISBN 2-226-07855-X)>
- 1997 :  « La pensée libérale et les questions sociales » dans Alain Madelin (dir.), Aux sources du modèle libéral français, Perrin

## Sources
- « In memoriam », Cahiers Jaurès, mars 2012
- "In memoriam, Guy Lemonnier (1916-2011)" par Pierre Rigoulot, dans Histoire et liberté, no 47, 2012
- Pierre Rigoulot, Georges Albertini, 1911-1983 : socialiste, collaborateur, gaulliste (Biographie), [Paris], Perrin, 2012, 410 p. (ISBN 978-2-262-03473-3, OCLC 810685108)
- Joseph Pinard, « De l'hitlérisme aux Études syndicales et sociales », La Pensée : revue du rationalisme moderne, INSTITUT DE RECHERCHES MARXISTES, no 296,‎ novembre-décembre 1993, p. 109-124 (lire en ligne)
- Notice biographique dans Le Maitron : Lire en ligne
- « Courrier de Claude Harmel au Monde », Le Monde,‎ 22 novembre 1992 (lire en ligne , consulté le 23 mars 2025)